# Надор (презиме)
Надор (мађ. Nádor) је мађарско презиме. Чак ни у Мађарској није често, телефонски именик Будимпеште има око 40 особа са тим презименом.
Презиме највероватније потиче од титуле Надор, тј. вицекраља.
Један од Надора је Јожеф Надор (Jozsef Nádor), познати мађарски песник, захваљујући коме у Будимпешти постоји трг и парк са његовим именом као и пет Надор улица у разним деловима Будимпеште. Ипак најпознатија је Надор утца (улица) која се налази у најстрожем центру Будимпеште.
Постоји и више хотела по Мађарској са тим именом али у том случају се ипак пре мисли на титулу.